# 平顶山银行
平顶山银行，全称平顶山银行股份有限公司，是中国的一家股份制商业银行，2008年6月13日成立，总部位于河南省平顶山市湛北路136号。
平顶山银行主要营业地区为平顶山市，此外在郑州、洛阳、南阳、新乡、信阳、商丘设有分支行。截止2014年11月末，平顶山银行资产总额达329.37亿元，存款总额277.41亿元，贷款总额183.75亿元。

## 历史
平顶山银行前身为平顶山市城市信用社。2008年6月，更名为平顶山市商业银行。2010年12月，平顶山市商业银行更名为平顶山银行。
2011年1月，平顶山银行郑州分行成立。2012年12月，平顶山银行洛阳分行成立。2013年11月，平顶山银行南阳分行成立，为平顶山银行在平顶山市外的第三家分行。2014年12月28日，平顶山银行新乡分行开业。2018年8月，河南银监局批复同意平顶山银行变更注册资本，标志着平顶山银行新一轮增资扩股全部完成。增资之后，平顶山银行注册资本金由27.56亿元增加至31.18亿元。2020年12月2日，平顶山银行与华为技术有限公司举行战略合作协议签约仪式。
2021年10月27日，中原银行发布公告，其董事会通过拟由本行吸收合并洛阳银行股份有限公司、平顶山银行股份有限公司及焦作中旅银行股份有限公司。